# Hyalonema proximum
Hyalonema proximum är en svampdjursart som beskrevs av Schulze 1904. Hyalonema proximum ingår i släktet Hyalonema och familjen Hyalonematidae. Inga underarter finns listade i Catalogue of Life.